# Жайворон, Владимир Игнатьевич
Владимир Игнатьевич Жайворон (1923—1944) — капитан Рабоче-крестьянской Красной Армии, участник Великой Отечественной войны, Герой Советского Союза (1945).

## Биография
Владимир Жайворон родился 3 июня 1923 года в селе Броницкая Гута (ныне — Новоград-Волынский район Житомирской области Украинской ССР). Окончил среднюю школу. В 1940 году Жайворон был призван на службу в Рабоче-крестьянскую Красную Армию. Окончил Киевское пехотное училище. С декабря 1941 года — на фронтах Великой Отечественной войны. Принимал участие в боях на Юго-Западном и 2-м Украинском фронтах, был ранен. К декабрю 1944 года гвардии капитан Владимир Жайворон командовал батареей 103-го миномётного полка 7-й артиллерийской дивизии прорыва Резерва Верховного Главнокомандования. Отличился во время освобождения Венгрии.
В ночь с 4 на 5 декабря 1944 года Жайворон был послан на противоположный берег Дуная для корректировки огня миномётов. Противник вёл по лодке, на которой переправлялись Жайворон с радистами Шаповаловым и Фёдоровым, массированный огонь. Неподалёку от противоположного берега лодка была уничтожена разрывом снаряда. Фёдоров погиб, а Шаповалов получил тяжёлое ранение и стал тонуть. Жайворон сумел подхватить его и доплыть с ним до занятого советскими войсками берега. Не отдохнув, он, как только был изготовлен плот, вновь поплыл через реку. По вспышкам Жайворон обнаруживал вражеские орудия и передавал их координаты. Когда снаряд противника расколол плот, смертельно раненый Жайворон утонул.
Указом Президиума Верховного Совета СССР от 24 марта 1945 года за «мужество и отвагу, проявленные при форсировании Дуная» гвардии капитан Владимир Жайворон посмертно был удостоен высокого звания Героя Советского Союза. Также был награждён орденами Ленина, Отечественной войны 2-й степени, Красной Звезды. Почётный гражданин города Новоград-Волынский